# Musée national de Tchernobyl
 (mars 2017).
Le Musée national de Tchernobyl (Ukrainien: Український національний музей "Чорнобиль") est un musée d'histoire situé à Kiev, en Ukraine. Il est consacré à la catastrophe nucléaire de Tchernobyl qui a eu lieu le 26 avril 1986 ainsi qu'à ses conséquences sur la population et l'environnement. Il abrite une vaste collection de médias visuels, d'artefacts, de modèles réduits et autres éléments de représentation, conçus pour faire connaître au public les nombreux aspects de ce tragique événement. Plusieurs expositions montrent la progression technique de l'accident, l'impact sur les personnes irradiées et les nombreuses répercussions de cette catastrophe, dont certaines sont encore visibles de nos jours.

## Histoire
Le musée a ouvert le 25 avril 1992 à l'initiative du ministère des Affaires intérieures de l'Ukraine dans un bâtiment historique rénové : une caserne des pompiers du quartier de Podil. Les pompiers et administratifs qui occupaient l'actuel musée ont été nombreux à participer à l'extinction du feu de la catastrophe nucléaire de Tchernobyl. En 1996, le musée a été nommé musée national.

## Galerie de photos

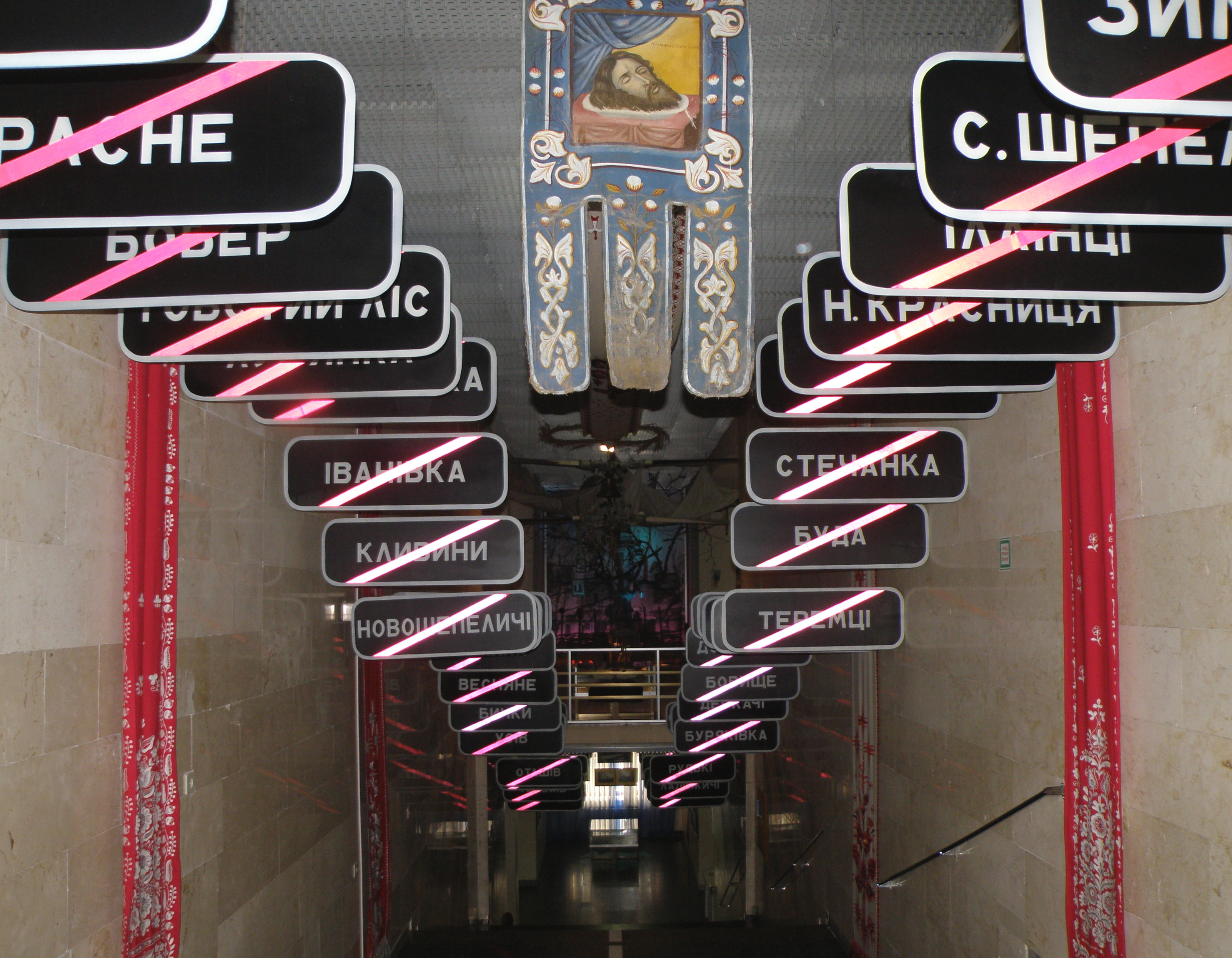
Affichage symbolique des signes routiers des villages abandonnées à cause du désastre. Pour souligner la tragédie, les signaux sont recouverts de noir (au lieu de l’habituel blanc/bleu) et croisés d’une ligne rose qui désigne “fin du village” sur le signe actuel. Au-dessus du signe est présent l'authentique "Khorugv" de l’église du village abandonnée.

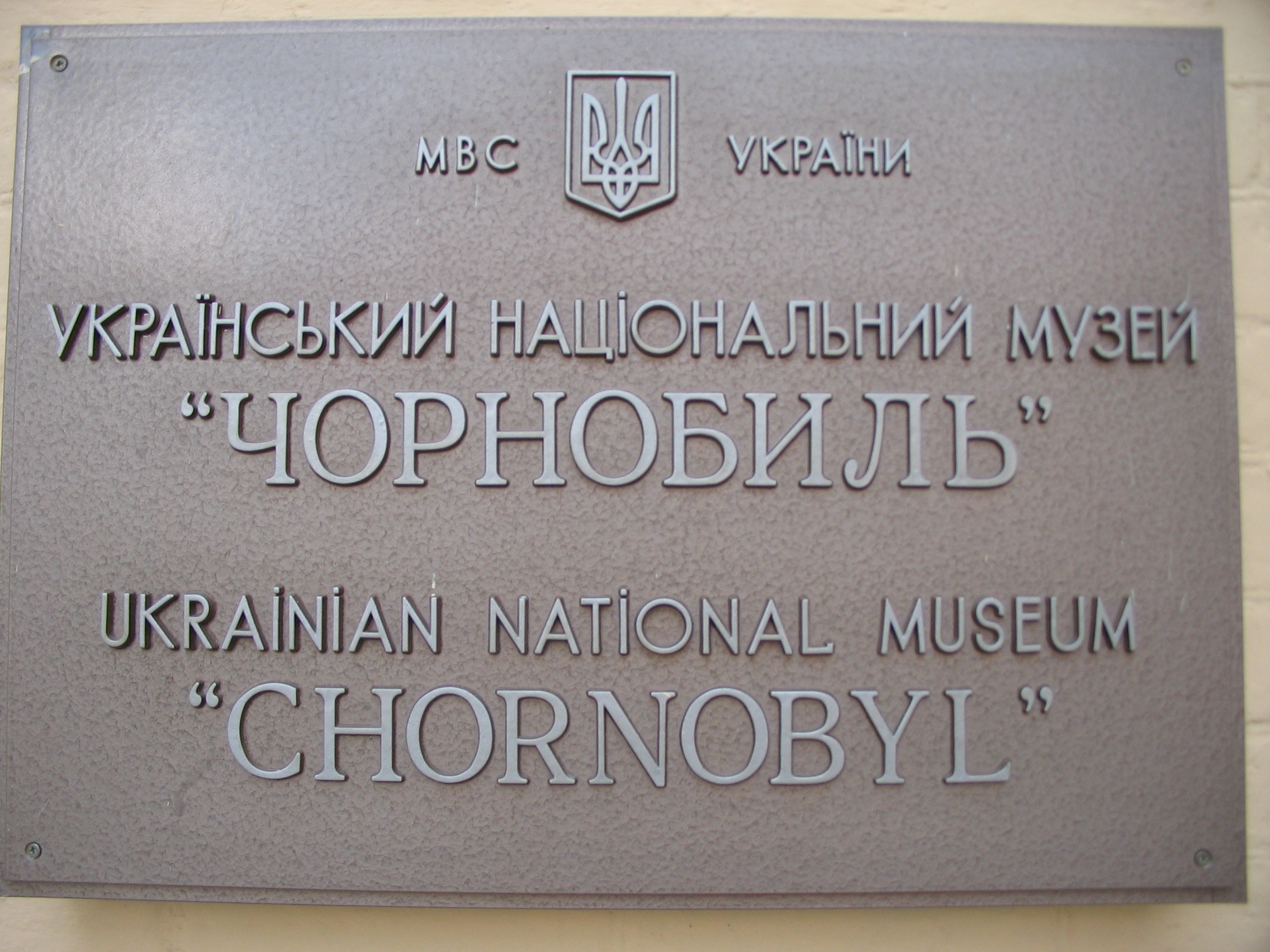
Plaque devant le musée de Tchernobyl.
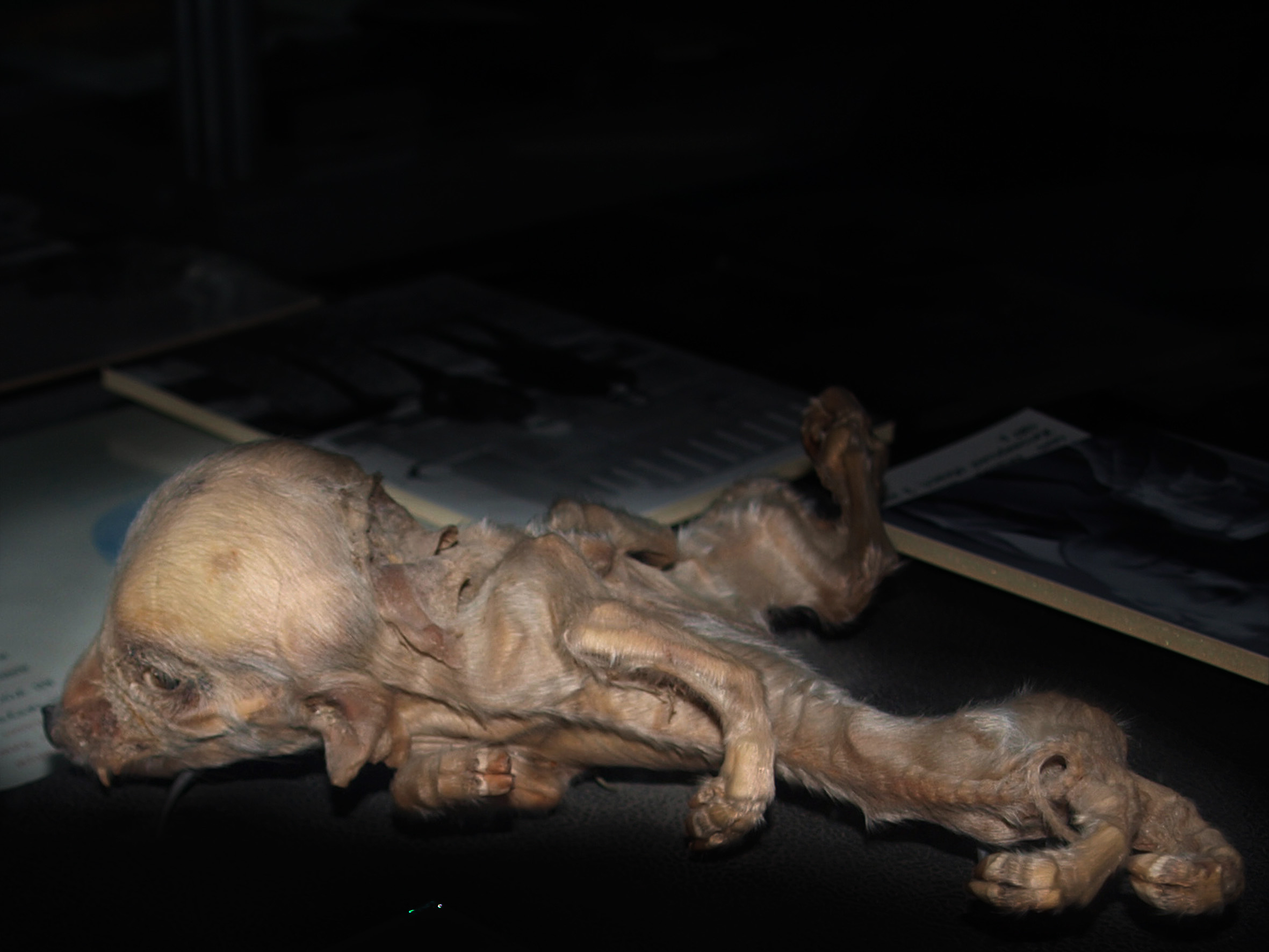
Cochon de Tchernobyl altéré par les radiations.
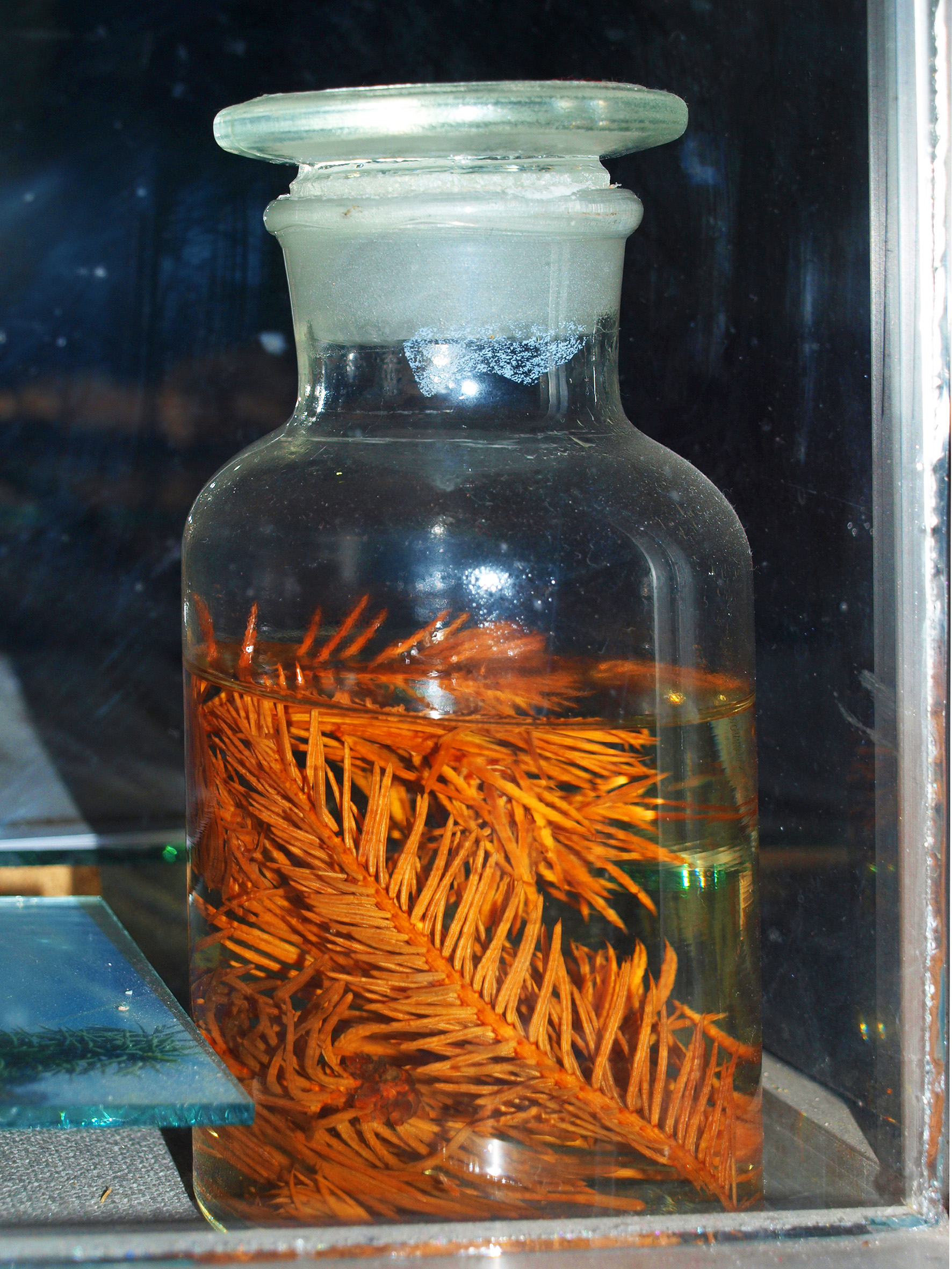
Branche d'épicéa dont la croissance a été altérée par les radiations.
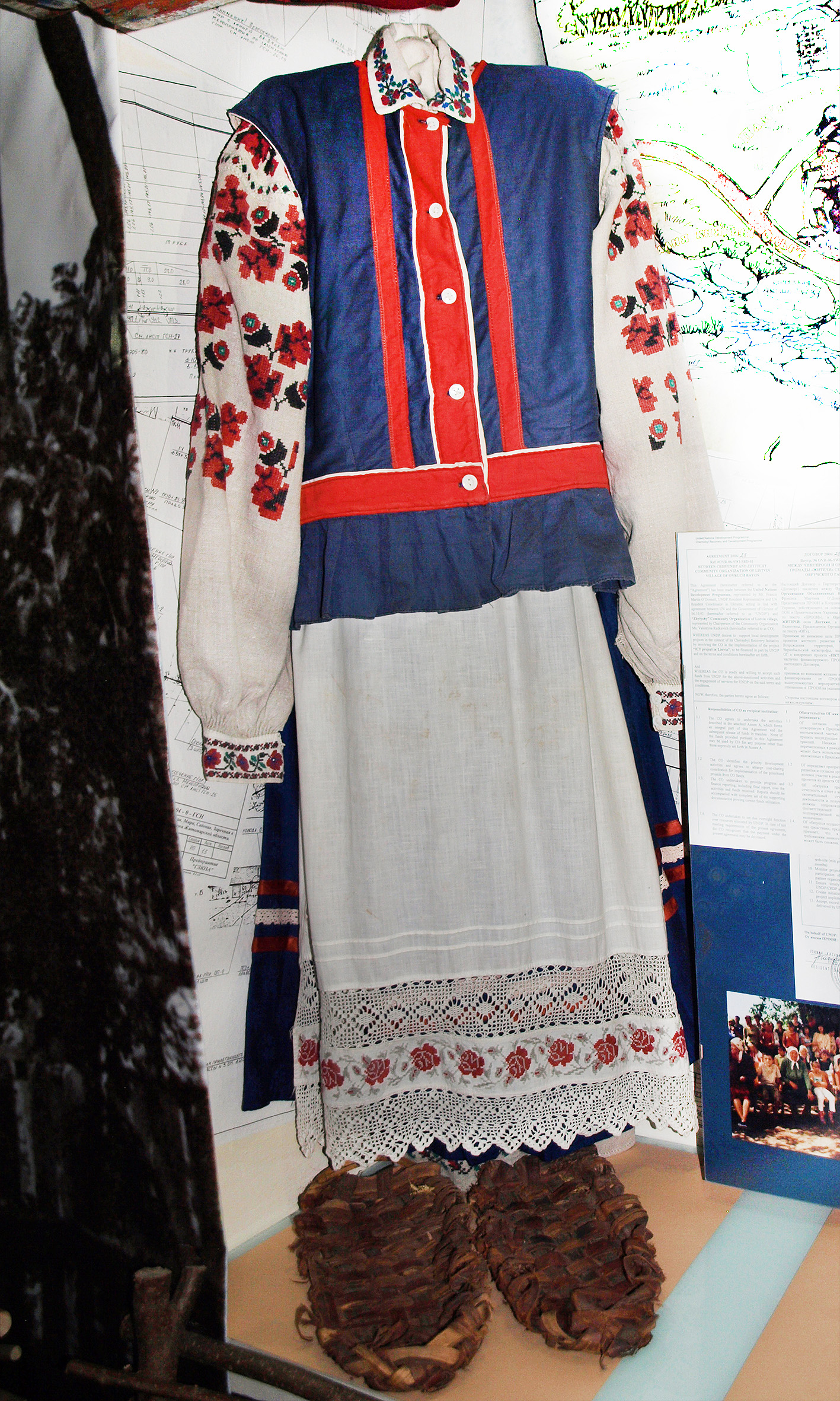
Costume national de la région de Tchernobyl.
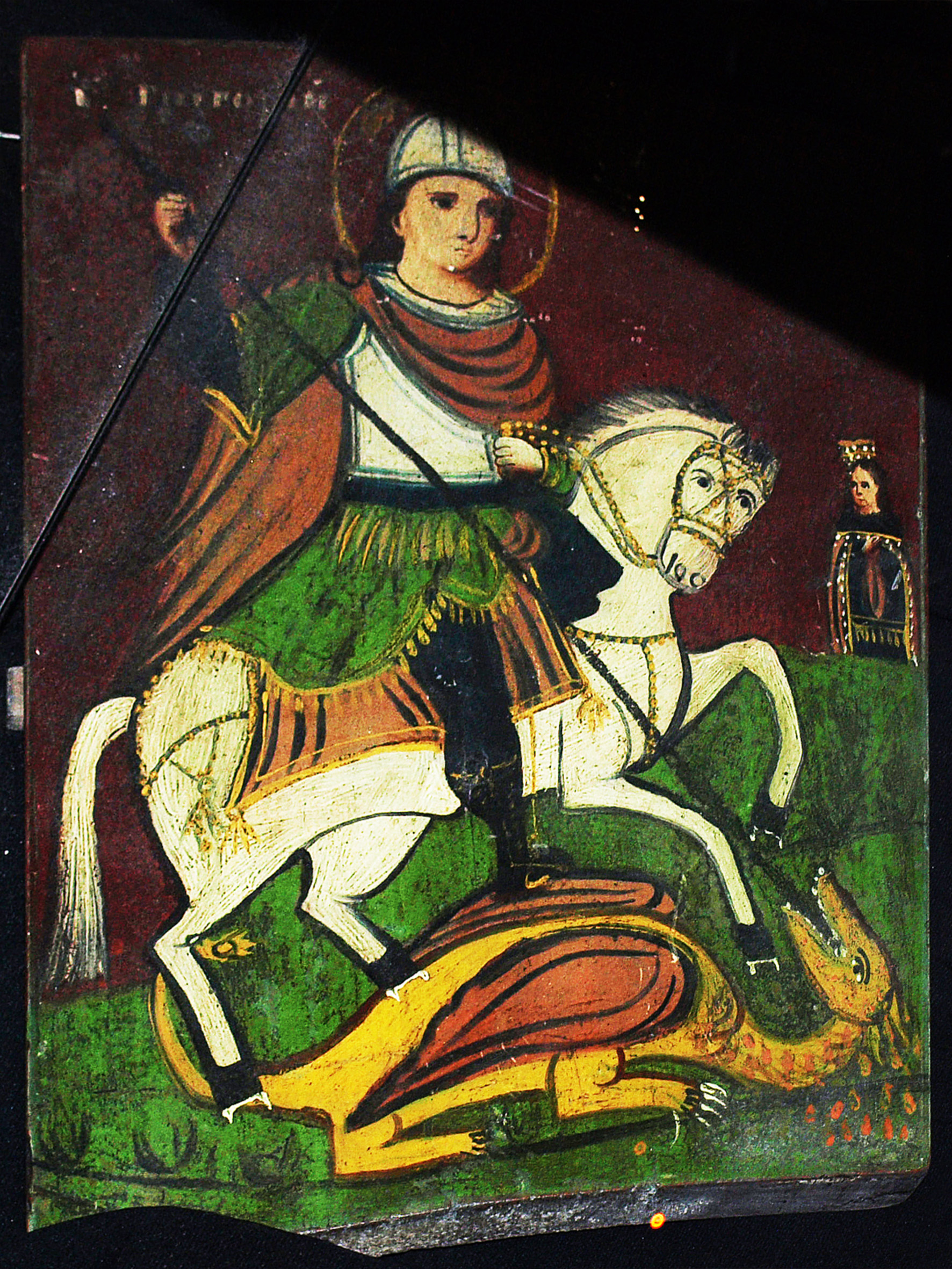
Icône George de la région de Tchernobyl.
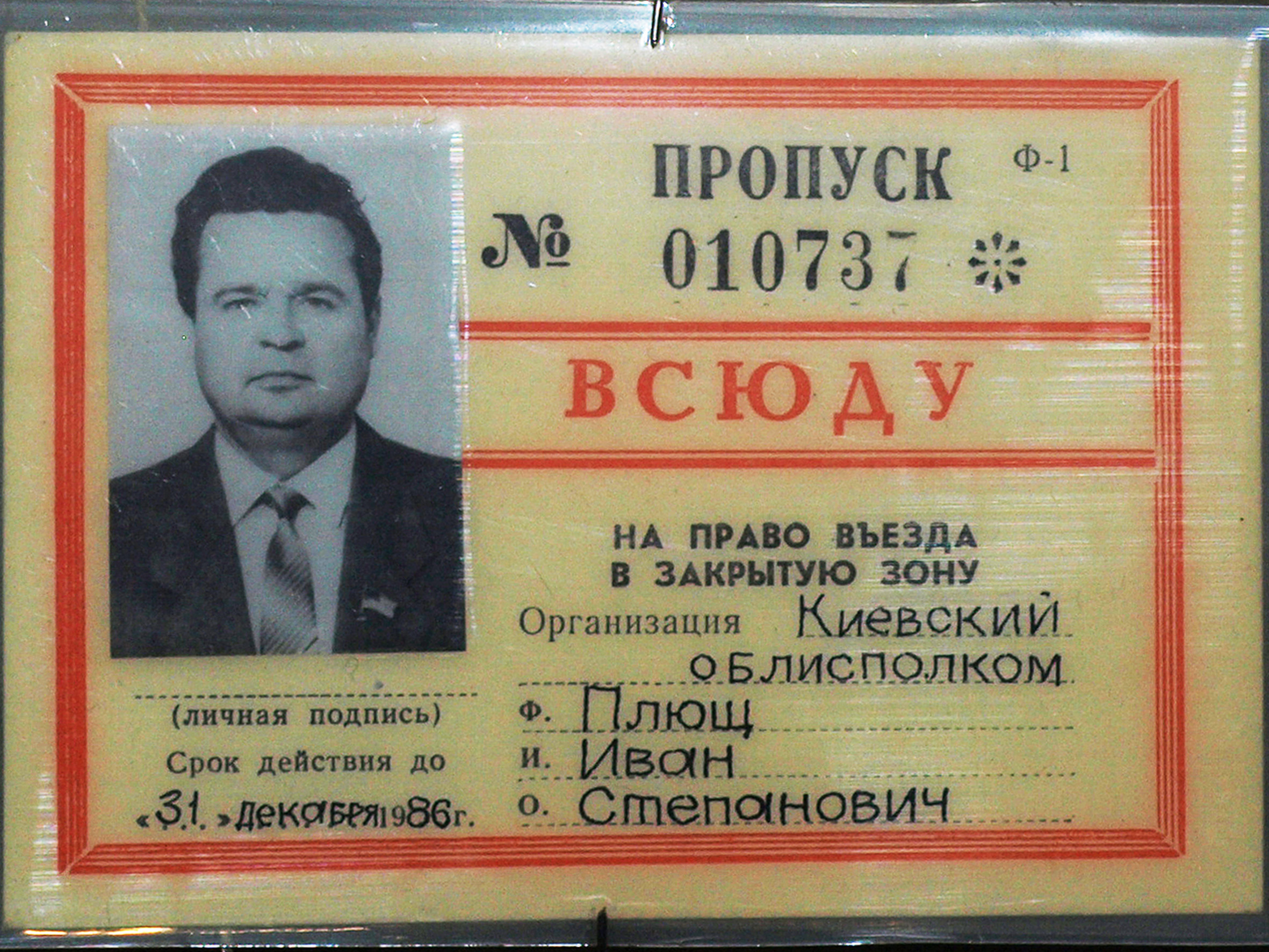
Laissez-passer de 1986 appartenant à Ivan Plyushch
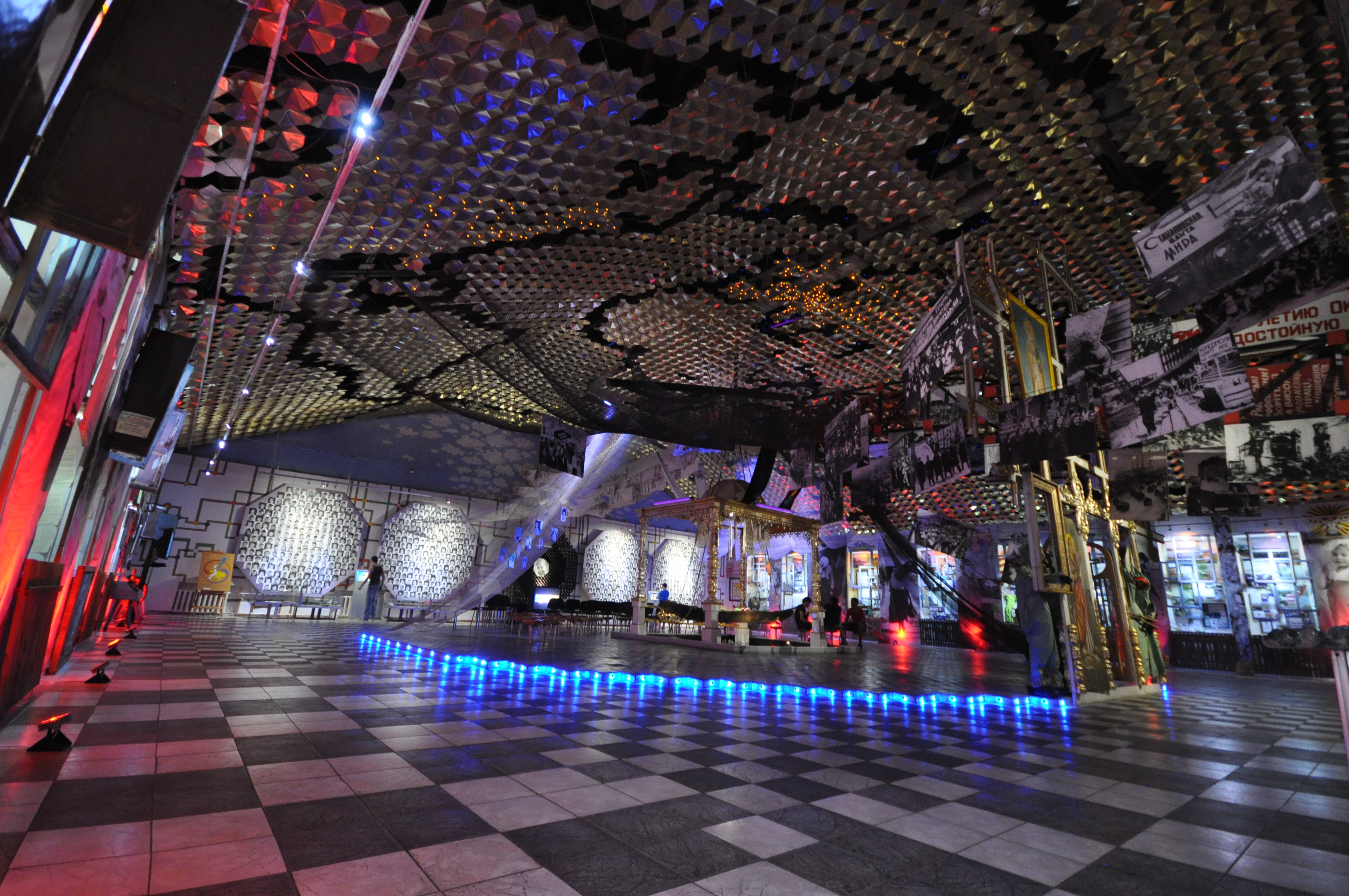
Vue intérieure du musée
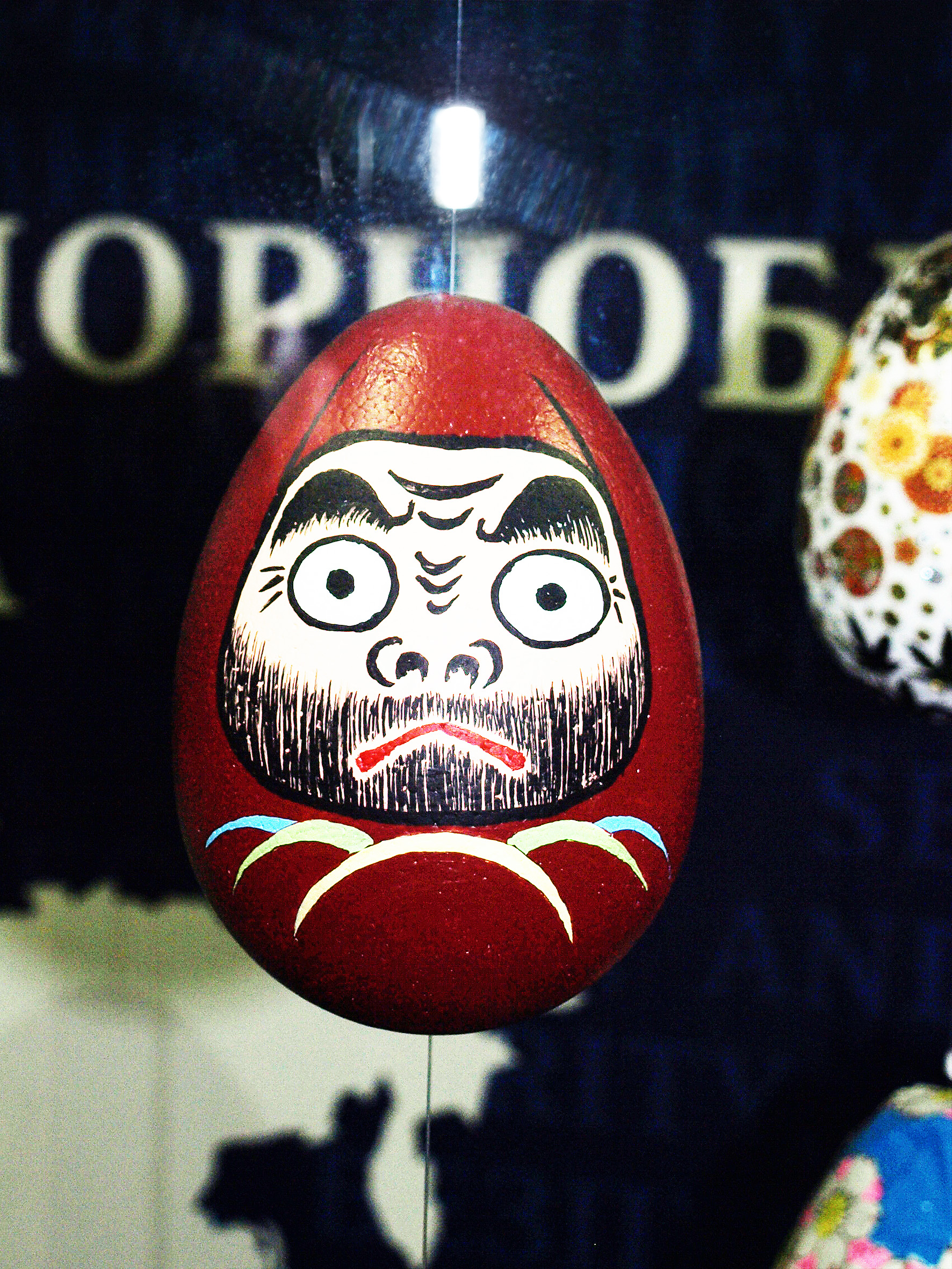
Œuf offert par le président du Comité exécutif de l'Association internationale de la paix Hidetosi Kusida en 2013

## Langues étrangères disponibles
Les tours guidés sont en anglais ainsi que les enregistrements audio.

## Livre en souvenir des liquidateurs
Le musée contient un livre répertoriant les liquidateurs, avec des photos et commentaires, en langue ukrainienne. Ce projet d'écriture a commencé en 1997 et contenait plus de 5000 données en février 2013.

## Localisation et accès grâce aux transports publics
Le musée est localisé à 1 Khoryva Lane (provulok Khoryva, 1), à Podil au centre de la ville.